# R27 (België)
De R27 is een ringweg rond de stad Tienen.
De R27 is geen autosnelweg en is deels een 2x1 rijweg met middenberm en deels een 2x2 rijweg met middenberm. Het verkeer op de kruispunten worden geregeld via rotondes. De ring is geen volledige lus rond de stad en verbindt de N3 in het noordwesten met de N3 in het oosten.